# Antirrhinum kretschmeri
Antirrhinum kretschmeri är en grobladsväxtart som beskrevs av Werner Hugo Paul Rothmaler. Antirrhinum kretschmeri ingår i släktet lejongapssläktet, och familjen grobladsväxter. Inga underarter finns listade i Catalogue of Life.